# کوه نانهو
کوه نانهو (به لاتین: Nanhu Mountain) یک کوه در تایوان است که در Heping واقع شده‌است. کوه نانهو ۳٬۷۴۲ متر بالاتر از سطح دریا واقع شده‌است.